# Mehmed II Celebi
Mehmed II Celebi, fou emir d'Eretna a Sivas, fill d'Ala al-Din Ali Beg.
Mort el seu pare en combat contra els amirs rebels (1380), fou proclamat emir sent menor d'edat, sota la tutela del visir Kadi Burhan al-Din. Però aquest no va trigar gaires mesos en desposar-lo i es va proclamar sultà (1381) amb Sivas com a capital; va emetre moneda i el seu nom es va llegir a la pregària del divendres (khutba).